# Seismiek
Seismiek is een geofysische methode om een beeld te krijgen van de ondergrond met behulp van kunstmatig opgewekte seismische golven. Seismiek wordt met name gebruikt in de olie-industrie, maar ook binnen de wetenschap vindt steeds meer toepassing van seismiek plaats.
Er wordt onderscheid gemaakt tussen reflectieseismiek en refractieseismiek.
Het verkrijgen van seismiek wordt "schieten" genoemd. In feite werkt het schieten van seismiek net als het maken van een echogram van het menselijk lichaam; geluidsgolven worden door een medium gestuurd en gedragen zich anders als ze zones van verschillende seismische snelheid tegenkomen. Het verschil in voorplantingssnelheid tussen twee geologische lagen, wordt de akoestische impedantie genoemd. Naarmate het verschil groter wordt, wordt de amplitude van de golf groter. Omdat er verschillende signalen naast elkaar worden weerkaatst, kan men met behulp van seismiek bepaalde lagen in de ondergrond traceren.
Een vergelijkbaar vakgebied in de wetenschap is de seismologie, dat via de seismische golven die bij aardbevingen ontstaan probeert de diepere delen van de Aarde in kaart te brengen. Dit in tegenstelling tot seismiek, dat zich beperkt tot de aardkorst.

## Methodiek

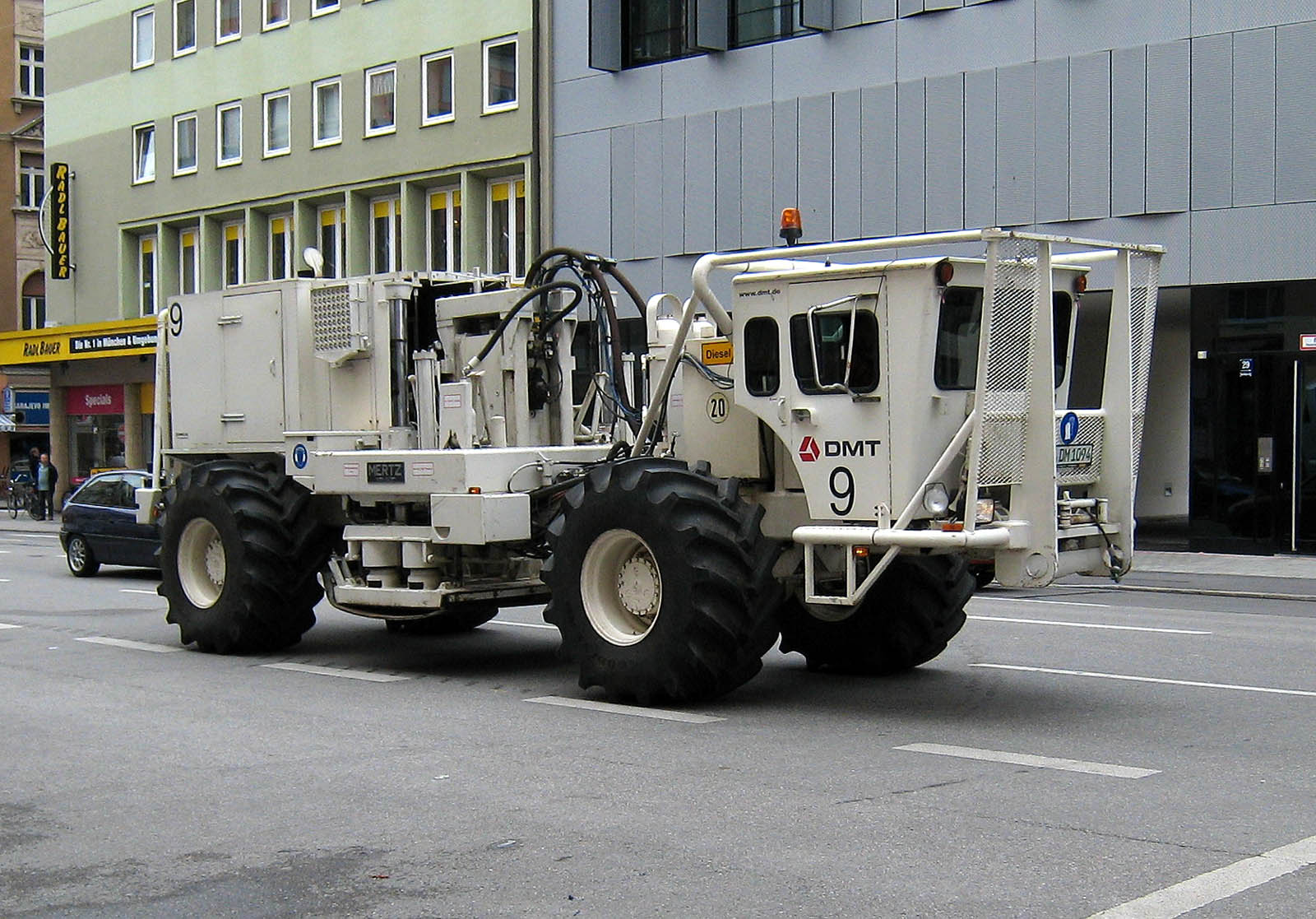
Vibroseistruck

### Op land
Seismiek kent een aantal verschillende toepassingsmethoden. Sinds de jaren 60 is de 2D-seismiek bekend, waarbij de bron en de ontvangers ruwweg op één lijn staan. Sinds de jaren 90 is de 3D-seismiek meer in opkomst geraakt. Bij 3D-seismiek worden ontvangers ruwweg in een 3D-patroon geplaatst, zodat er meerdere lijnen naast elkaar geschoten kunnen worden.
Om seismiek te schieten, worden verschillende methoden gebruikt. Van oudsher werd dynamiet gebruikt om een schokgolf door de ondergrond te veroorzaken. Tegenwoordig wordt op het land (onshore) vooral een zogenaamde seismische vibrator (ook wel vibroseis genoemd) gebruikt. Dit is doorgaans een vrachtauto met een op een bepaalde frequentie trillende plaat eronder. Dit is milieuvriendelijker dan dynamiet en biedt meer continue signalen.

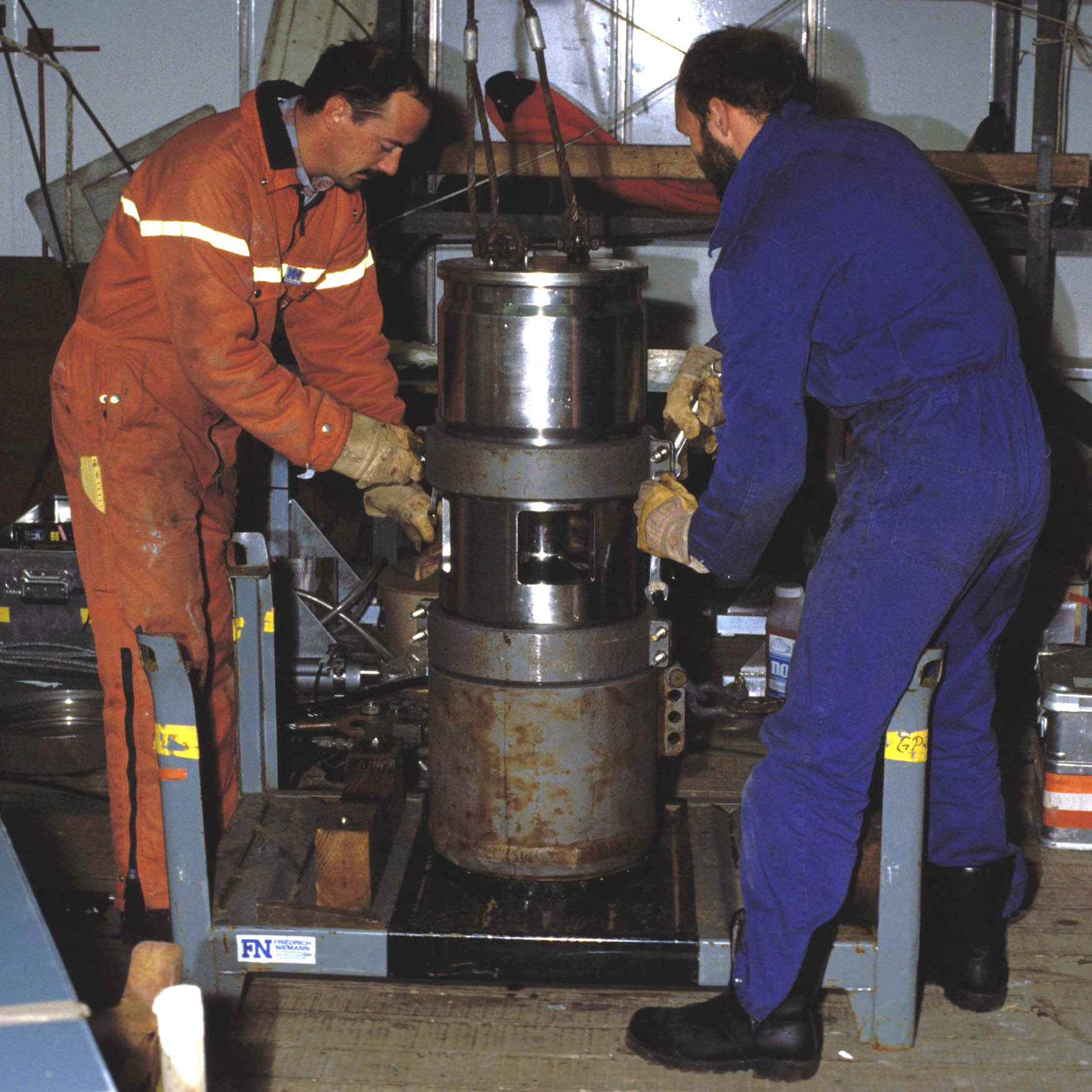
Onderhoud aan een 30-liter-airgun

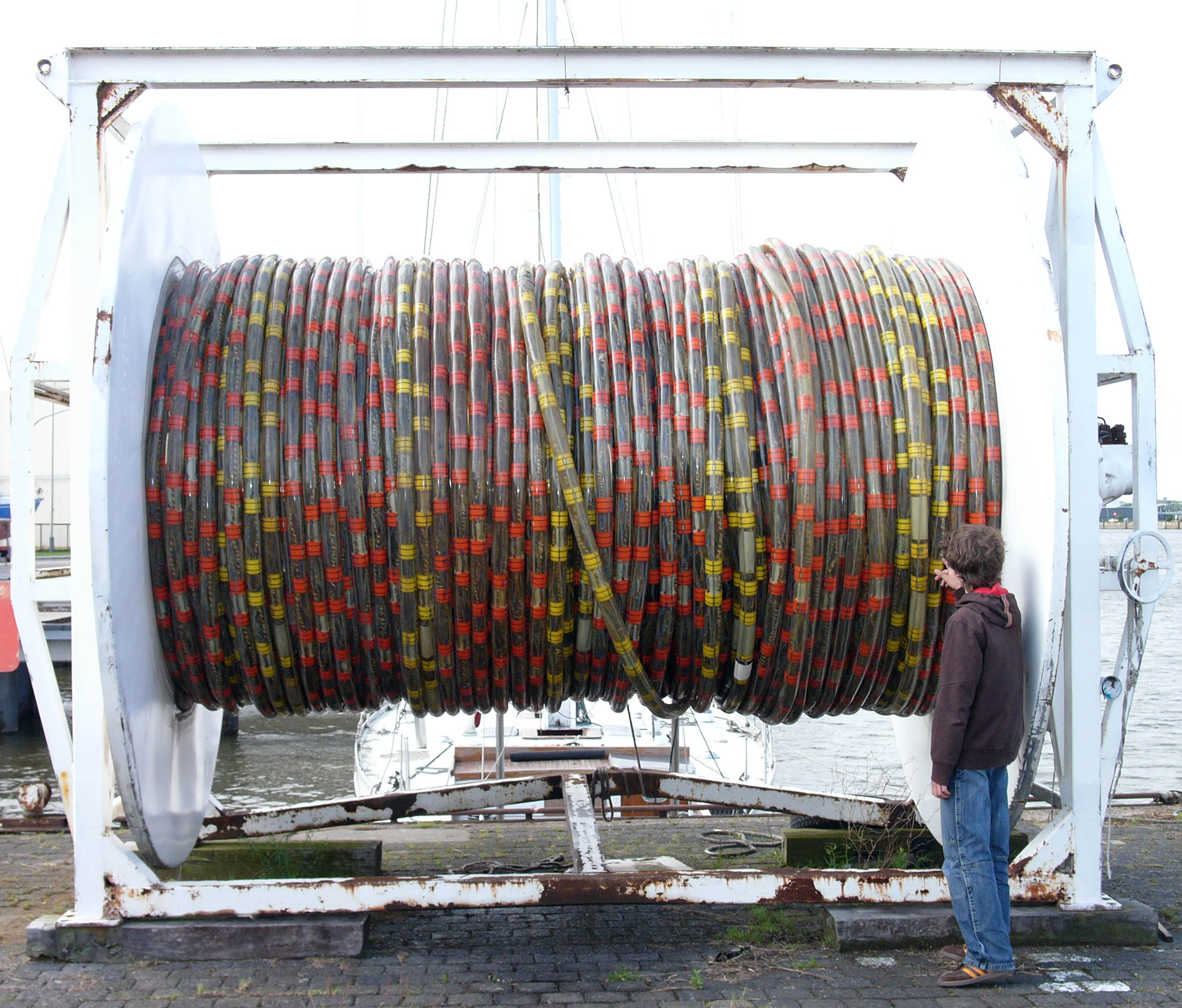
Opgerolde kabel met hydrofoons (streamer)

### Ter zee
Op zee (offshore) wordt gebruikgemaakt van een zogenaamde airgun, een apparaat dat vlak achter een schip hangt. Eens in de 10 seconden stuurt de airgun een schokgolf het water in. De golf bereikt de zeebodem en (even later) de onderliggende lagen. De weerkaatsingen worden opgevangen door een serie hydrofoons (onderwatermicrofoons), die aan een lijn 150 meter achter het schip gesleept worden.
Door het gebruik van seismiek is bijvoorbeeld de inslagkrater van Chicxulub in Mexico ontdekt. Seismiek is tot dusverre de enige redelijk betrouwbare methode om "in de Aarde te kijken", afgezien van kernboring. Andere methoden, zoals gravimetrie en magnetisch onderzoek hebben een lagere resolutie.

### Tijd versus diepte
Seismische resultaten worden verkregen door verschil in voortplantingssnelheden in verschillende gesteenten. Omdat ontvangers de tijd meten waarop een golf van de bron de ontvanger bereikt, is een seismische lijn altijd in tijd (meestal een schaal van milliseconden). Omdat de geologische structuren zich niet in tijd, maar in diepte bevinden en men ook boringen doet in diepte, moet er een conversie gemaakt worden van tijd naar diepte. Dit wordt gedaan door een model te maken van de voortplantingssnelheden in de ondergrond. "Snelle" gesteentetypen zoals steenzout lijken in een tijdssectie "ondiep" te liggen (korte tijd nodig voor een golf om door het medium te gaan). Om dat te corrigeren wordt een tijd-diepte model gebruikt.
Een bedrijf dat van oudsher actief is in seismiek is CGG. Inmiddels is het samengegaan met Veritas en heet het CGGVeritas.